# 허버트 후버의 대통령직 인수
허버트 후버의 대통령직 인수는 그가 1928년 미국 대통령 선거에서 승리하여 대통령 당선인이 되었을 때 시작되었고, 1929년 3월 4일 후버가 취임하면서 종료되었다.
후버는 인수 기간 동안 라틴아메리카로 "친선 여행"을 떠나 미국과 이 지역 국가들 간의 관계를 개선하기를 희망했다.
후버는 인수 기간 마지막 2주가 되어서야 행정부 구성에 집중하기 시작했다. 후버의 인수 기간 당시에는 대통령직 인수가 오늘날보다 훨씬 덜 복잡했다. 심지어 "대통령직 인수"라는 용어가 개인이 미국 대통령으로 선출된 시점부터 직무를 맡기까지의 기간에 널리 사용되기 시작하지도 않았다.

## "우호적 인수"
이번 인수는 퇴임하는 대통령과 대통령 당선인이 같은 정당(공화당) 소속이었던 "우호적 인수"의 사례였다. 이는 조지 H. W. 부시의 1988–89년 대통령직 인수까지는 마지막 사례였다.

## 비밀경호국 보호
선거 다음 날인 11월 7일부터 새로 임명된 대통령 당선인과 그의 가족은 미국 비밀경호국의 보호를 받았다.

## 경제
후버 대통령 취임 몇 달 만에 주식시장이 폭락하여 대공황이 시작되었지만, 그의 인수 기간 동안 경제 성과는 강하게 나타났다. 미국의 대통령직 인수 중에서 주식시장은 수십 년 동안 어떤 대통령직 인수 기간보다 강한 성과를 보였다. 후버 대통령직 인수 기간 동안 다우 존스 산업평균지수가 경험한 성장(21.8%)은 도널드 트럼프의 첫 번째 대통령직 인수까지 어떤 미국 대통령직 인수에서도 초과되지 않았다.

## 라틴아메리카 순방

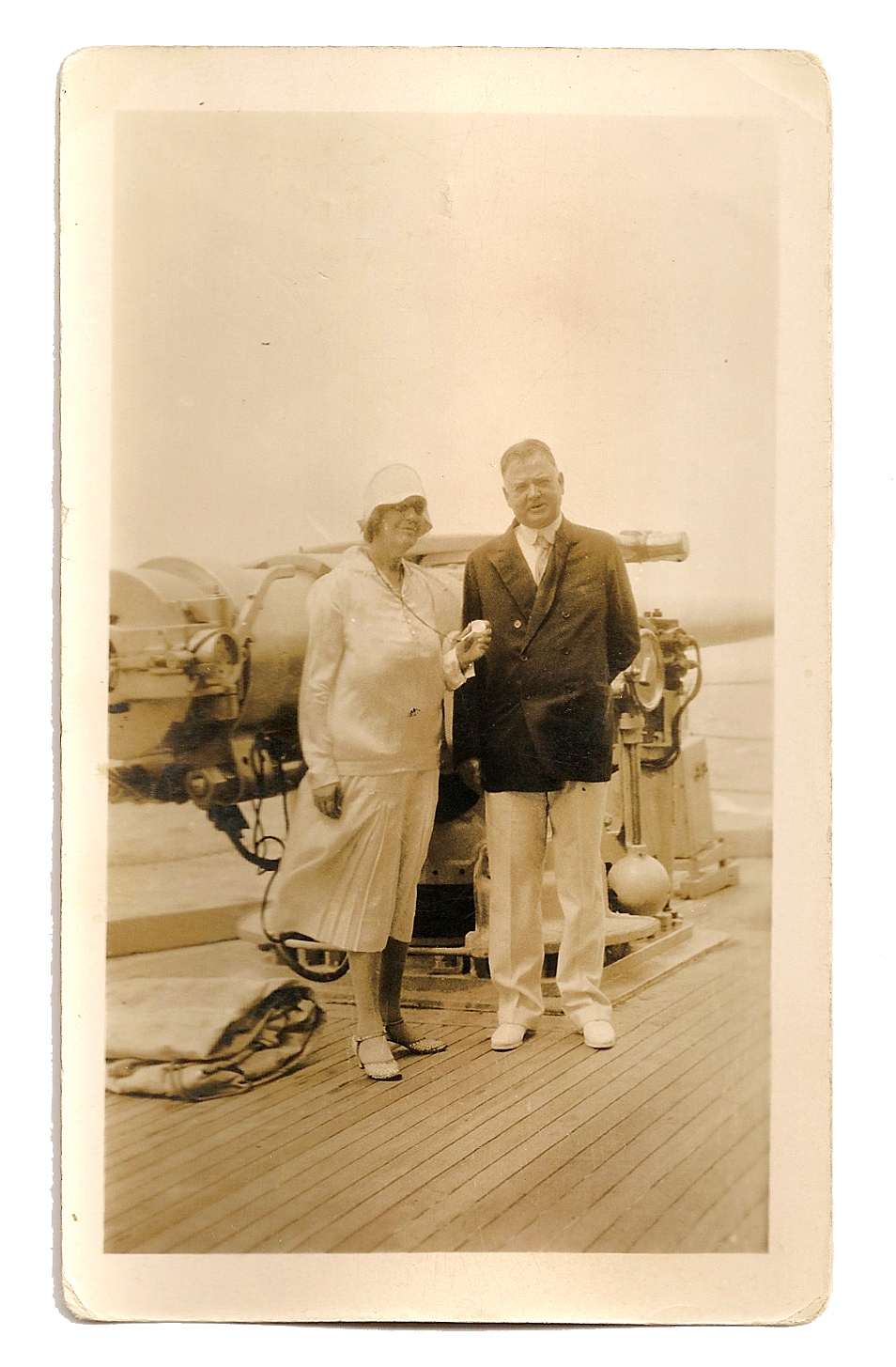
1928년 12월, 남미에서 호에 승선한 후버 대통령 당선인과 그의 아내.

1928년 11월 19일, 후버 대통령 당선인은 캘리포니아주 로스앤젤레스의 샌피드로 (로스앤젤레스)를 출발하여 USS 메릴랜드호에 승선하여 라틴아메리카 10개국 친선 방문에 나섰다. 그는 여행에 아내 루 헨리 후버와 동행했다. 그는 25차례 연설을 통해 라틴아메리카 문제에 대한 미국의 정치적·군사적 간섭을 줄이겠다는 계획을 강조했다. 요컨대, 그는 미국이 "좋은 이웃"으로 행동할 것을 약속했다.
미국의 상무부 장관으로서 후버의 활동은 그가 라틴아메리카를 중요하게 여기고 관계 개선의 필요성을 느꼈음을 보여주었다. 후버는 선거 승리 직후 여행 계획을 세우기 시작했다. 대통령 당선인이 이처럼 친선 여행을 해외로 떠난 것은 처음 있는 일이었다. 후버는 또한 워싱턴 D.C.를 떠나 엽관제 자리를 위해 로비하려는 사람들을 피하는 수단으로 이 여행을 계획했다.
퇴임하는 캘빈 쿨리지 대통령 행정부는 후버의 여행 계획을 지지했다. 헨리 P. 플레처는 후버와 동행하여 대통령 당선인의 공식 고문이자 쿨리지와 국무부의 대표 역할을 수행했다. 쿨리지는 후버가 아직 취임하지 않았음에도 불구하고 그의 여행에서 대통령급 예우를 받도록 지시했다.
칠레에서 안데스산맥을 건너는 동안, 후버의 기차가 거대한 아르헨티나 중앙 평원을 횡단할 때 기차를 폭파하려는 아르헨티나인 무정부주의자들의 음모가 좌절되었다. 음모자 집단은 세베리노 디 조반니가 이끌었다. 폭파범은 폭발물을 레일에 설치하기도 전에 체포되었다. 후버는 무관심을 표하며 음모를 폭로한 신문의 첫 페이지를 찢어버리고는 "루가 그걸 보지 않는 게 나을 거야"라고 아내를 언급하며 설명했다.
후버는 여행 중에 약 25차례의 연설을 했다. 그의 여행에 대한 미국내 대중 반응은 대체로 긍정적이었다.
| 날짜                | 국가       | 장소                   | 세부사항 |
| ------------------- | ---------- | ---------------------- | --- |
| 1928년 11월 26일    | 온두라스   | 아마팔라               | 비센테 메히아 콜린드레스 대통령 당선인 및 아우구스토 코에요 외무장관과 만났다. 1928년 11월 19일 미국을 출발했다. |
| 1928년 11월 26일    | 엘살바도르 | 쿠투코                 | 프란시스코 마르티네스 수아레스 외무부 장관과 만났다.                                                             |
| 1928년 11월 27일    | 니카라과   | 코린토                 | 아돌포 디아스 대통령과 호세 마리아 몬카다 대통령 당선인과 만났다.                                                |
| 1928년 11월 28일    | 코스타리카 | 산호세                 | 클레토 곤살레스 비케스 대통령과 만났다.                                                                          |
| 1928년 12월 1일     | 에콰도르   | 과야킬                 | 이시드로 아요라 대통령과 만났다.                                                                                 |
| 1928년 12월 5일     | 페루       | 리마                   | 아우구스토 B. 레기아 대통령과 만났다.                                                                            |
| 1928년 12월 8–11일  | 칠레       | 안토파가스타, 산티아고 | 카를로스 이바녜스 델 캄포 대통령과 만났다. 진행 중인 타크나-아리카 분쟁에 대해 볼리비아 외교관들과 논의했다.     |
| 1928년 12월 13–15일 | 아르헨티나 | 부에노스아이레스       | 이폴리토 이리고옌 대통령과 만났다. 또한 전신으로 쿨리지 대통령에게 순방 성공을 보고했다.                         |
| 1928년 12월 16–18일 | 우루과이   | 몬테비데오             | 후안 캄피스테귀 대통령과 만났고, 국민행정평의회에서 연설했다.                                                    |
| 1928년 12월 21–23일 | 브라질     | 리우데자네이루         | 워싱턴 루이스 대통령과 만났고, 국회와 연방최고법원에서 연설했다. 1929년 1월 6일 미국으로 돌아왔다.               |

## 플로리다 휴가
후버는 라틴아메리카 여행에서 돌아온 후 2월 19일까지 플로리다주에서 휴가를 보내며 언론과 엽관 추구자들을 피했다. 후버는 취임 준비를 서두르지 않았다. 후버가 취임했을 당시의 대통령직 인수는 최근 수십 년 동안보다 훨씬 덜 복잡했다.

## 후버 행정부 구성
플로리다 휴가 후, 후버는 인수 기간 마지막 2주 동안 행정부 구성 사업을 시작했다.
후버는 쿨리지의 미국 내각 각료 두 명을 유임시켰다. 한 명은 미국의 재무장관 앤드루 W. 멜런으로, 역사가 데이비드 브루너의 후속 설명에 따르면, 금융 부문이 멜런을 매우 존경했기 때문에 월가의 반응을 피하기 위해 후버가 그를 유임시켰다. 다른 한 명은 미국의 노동부 장관 제임스 J. 데이비스로, 브루너의 설명에 따르면 후버가 존 L. 루이스를 그 직위에 임명하라는 압력을 피하기 위해 유임시켰다.